# Oxbacka

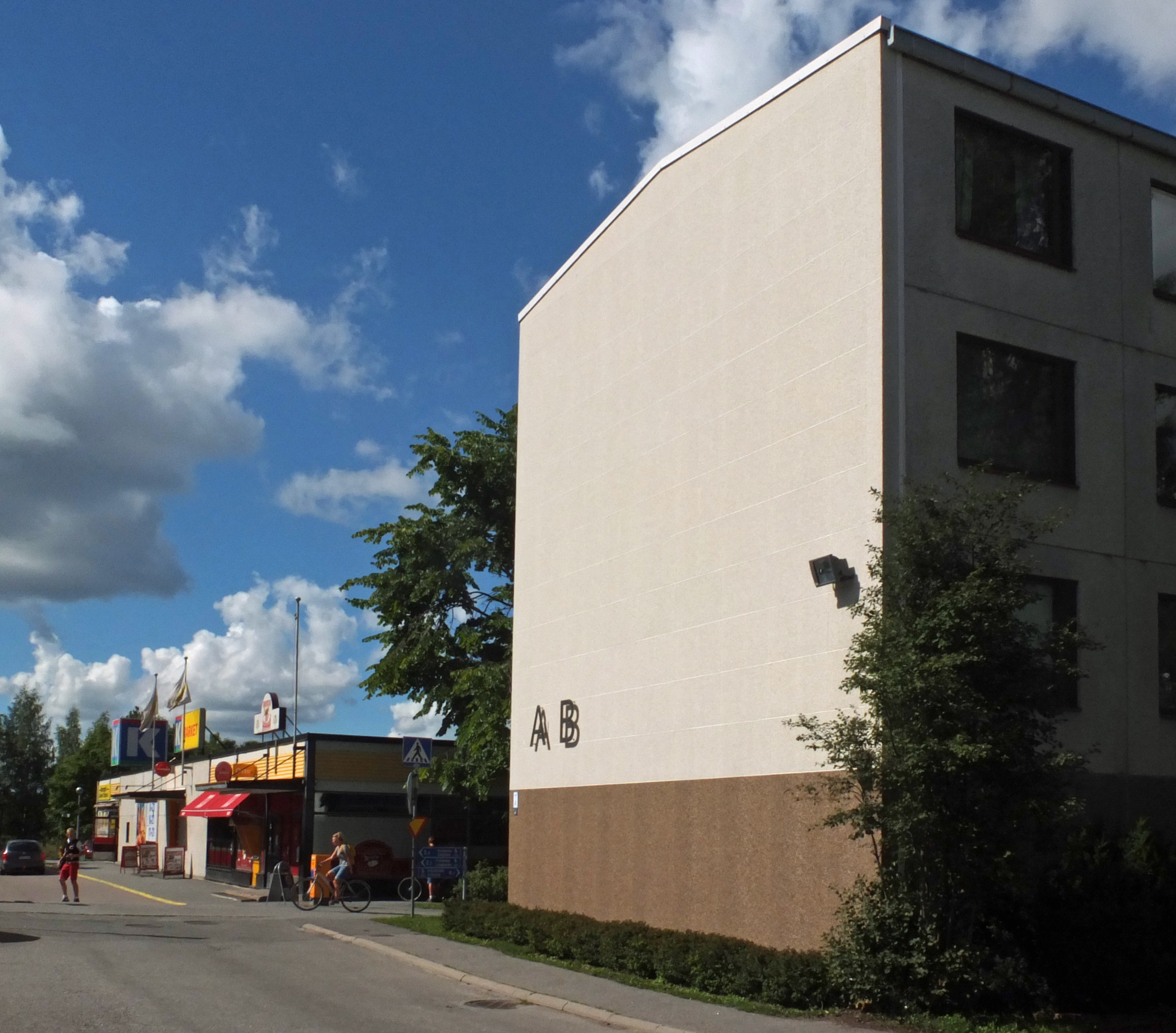
Oxbacka år 2013.

Oxbacka (finska: Härkämäki) är en förort i Åbo i Finland i stadsdelen Pahaniemi, vid gränsen till Reso. Området ligger nära förorterna Suikkila, Jyrkkälä och Vienola, längs Suikkilavägen, mellan Nådendalsvägen och Raumo landsväg. Även Åbohallen ligger i närheten av Oxbacka.
Alla byggnader i Oxbacka har ritats av Olli Vahteras arkitektbyrå. I Oxbacka finns en livsmedelsbutik, en pub, en pizzeria, en frisersalong och ett daghem. I området finns en fotbollsplan, en tennisbana, en hundpark och ett motionsspår, och därifrån finns anslutning till de norra delarnas friluftsleder i Åbo. Reso å rinner förbi Oxbacka.